# Хане, Ваутер д’
Ваутер д’Хане (нидерл. Wouter D'Haene; 5 мая 1982, Кортрейк) — бельгийский гребец-байдарочник, выступал за сборную Бельгии на всём протяжении 2000-х годов. Участник летних Олимпийских игр в Афинах, серебряный призёр чемпионата мира, победитель многих регат национального и международного значения.

## Биография
Ваутер д’Хане родился 5 мая 1982 года в городе Кортрейк провинции Западная Фландрия. Активно заниматься греблей начал с раннего детства, проходил подготовку в Звевегеме в местном каноэ-клубе «Собека».
Первого серьёзного успеха на взрослом международном уровне добился в 2003 году, когда попал в основной состав бельгийской национальной сборной и побывал на чемпионате мира в американском Гейнсвилле, откуда привёз награду серебряного достоинства, выигранную в зачёте двухместных байдарок на дистанции 1000 метров совместно с напарником Бобом Масеном — в итоге их обошёл только шведский экипаж Маркуса Оскарссона и Хенрика Нильссона. Будучи одним из лидеров гребной команды Бельгии, благополучно прошёл квалификацию на Олимпийские игры 2004 года в Афинах — здесь в двойках на тысяче метрах они с Масеном дошли до финала и показали в решающем заезде пятый результат, немного не дотянув до призовых позиций.
После афинской Олимпиады д’Хане остался в основном составе бельгийской национальной сборной и продолжил принимать участие в крупнейших международных регатах. Так, в 2005 году в двойках на тысяче метрах он занял четвёртое место на мировом первенстве в хорватском Загребе, тогда как в следующем сезоне на аналогичных соревнованиях в венгерском Сегеде в той же дисциплине был девятым. Начиная с 2007 года выступал в одиночном разряде, дошёл до финала на чемпионате Европы в Милане и отобрался тем самым на Олимпийские игры в Пекине, однако Бельгийская олимпийская федерация приняла решение не брать его на Олимпиаду.
На чемпионате Европы 2009 года в немецком Бранденбурге Ваутер д’Хане расположился на шестой строке в итоговом протоколе одиночной километровой дисциплины. Последний раз показывал сколько-нибудь значимые результаты на международной арене в сезоне 2011 года, после чего решил завершить карьеру профессионального спортсмена, уступив место в сборной молодым бельгийским гребцам.